# Kristie Ebi
Kristie L. Ebi est une épidémiologiste américaine dont l'objectif principal est l'impact du réchauffement climatique sur la santé humaine. Elle est professeure de santé mondiale et de sciences de l'environnement et de la santé au travail au Département de santé mondiale de l'Université de Washington.

## Biographie

### Enfance, éducation et débuts
Ebi est diplômée de la Michigan State University avec un baccalauréat ès sciences en biochimie en 1972. En 1976, elle obtient une maîtrise ès sciences en toxicologie au Massachusetts Institute of Technology. Elle va ensuite à l'Université du Michigan où elle obtient une maîtrise en santé publique en 1983 et deux ans plus tard. Un doctorat en épidémiologie. Elle passe ensuite deux ans à faire des recherches de troisième cycle à la London School of Hygiene and Tropical Medicine,.

### Carrière et recherche
Ebi est professeure de santé mondiale et de sciences de l'environnement et de la santé au travail au Département de santé mondiale de l'Université de Washington. Elle est le fondateur et ancien directeur de 2014 à 2019) du Center for Health and the Global Environment (CHanGE) de l'University of Washington School of Public Health.
Ses travaux de recherche se concentrent sur les risques pour la santé de la variabilité et du changement climatiques, y compris les événements extrêmes, le stress thermique, la sécurité alimentaire et les maladies à transmission vectorielle, et les stratégies d'adaptation pour faire face à ces risques dans des environnements à multiples facteurs de stress,.
Ebi est l'un des principaux auteurs du rapport spécial 2018 sur le réchauffement climatique de 1,5 °C du Groupe d'experts intergouvernemental sur l'évolution du climat (GIEC) des Nations Unies,. Son chapitre documente les impacts qu'un réchauffement climatique de 1,5°C aurait sur les systèmes naturels et humains. Lors d'un débat public sur la crise climatique, elle compare le rapport à un médecin avec un diagnostic sérieux pour son patient : "Si vous avez un cancer, vous avez besoin que le médecin vous dise à quel point votre cancer est grave et quelles sont vos options".
Lors du TED 2019, elle parle des effets de l'augmentation du dioxyde de carbone sur le contenu nutritionnel des aliments,.

## Œuvres
- Ebi et Semenza, « Community-Based Adaptation to the Health Impacts of Climate Change », American Journal of Preventive Medicine, vol. 35, no 5,‎ 2008, p. 501–507 (PMID 18929976, DOI 10.1016/j.amepre.2008.08.018)
- O'Neill, Kriegler, Ebi et Kemp-Benedict, « The roads ahead: Narratives for shared socioeconomic pathways describing world futures in the 21st century », Global Environmental Change, vol. 42,‎ 2017, p. 169–180 (DOI 10.1016/j.gloenvcha.2015.01.004, hdl 1874/347567)
- Zhu, Kobayashi, Loladze et Zhu, « Carbon dioxide (CO2) levels this century will alter the protein, micronutrients, and vitamin content of rice grains with potential health consequences for the poorest rice-dependent countries », Science Advances, vol. 4, no 5,‎ 2018, eaaq1012 (PMID 29806023, PMCID 5966189, DOI 10.1126/sciadv.aaq1012, Bibcode 2018SciA....4.1012Z)